# 9M113 Konkours
Le 9M113 Konkours (russe : 9М113 « Конкурс » ; traduction en français : « Concours » ; anglais : Contest) est un missile antichar filoguidé SACLOS de l'Union soviétique. « 9M113 » est la désignation du GRAU pour ce type de missile. Son code OTAN est AT-5 Spandrel.

## Développement
Le 9M113 Konkours a été développé par le bureau d'études pour la construction de machines Tula KBP. Le développement a commencé avec pour but de produire la prochaine génération de missiles antichars à 'commande semi-automatique sur ligne de visée' (acronyme SACLOS en anglais) pouvant être utilisés à la fois à dos d'homme et sur véhicule. Le 9M113 Konkours a été développé parallèlement avec le 9M111 ; les missiles utilisent une technologie similaire, ne différant que par leur taille. La pénétration de l'ogive est de 600 mm contre du blindage blindage homogène laminé (BHL) ou rolled homogeneous armour (RHA) en anglais.
Le missile est entré en service en 1974. L'Iran a commencé à produire une copie, le Tosan (à ne pas confondre avec le Toophan), aux alentours de l'an 2000.

## Description

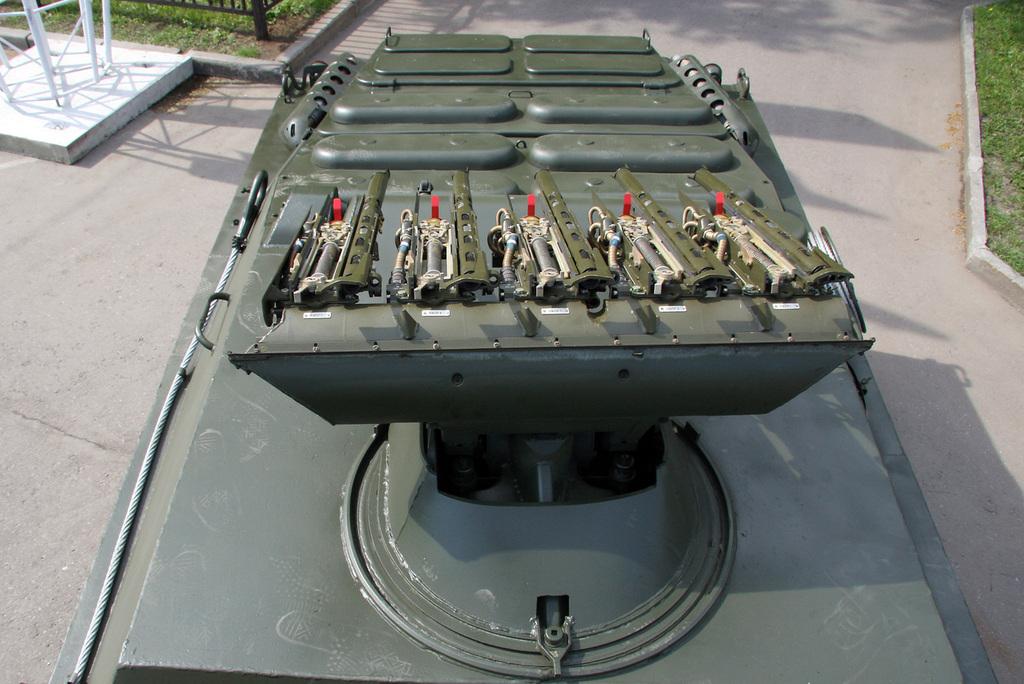
Lanceur 9M113 Konkours monté sur les rails sur le toit d'un 9P148

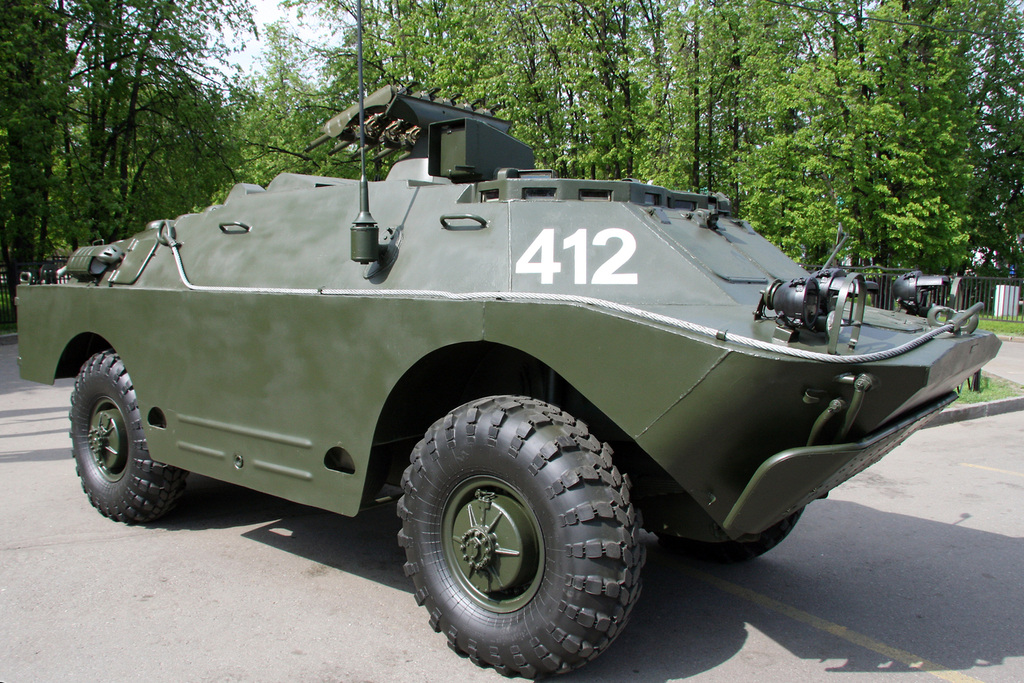
Véhicule de lancement 9P148 le sur BRDM-2 pour 9M113 Konkours.

Le missile est conçu pour être tiré depuis des véhicules mais il peut aussi être tiré depuis les versions les plus récentes des lanceurs de 9M111. Il est une partie intégrante des véhicules BMP-2, BMD-2 et BRDM-2. Le missile est stocké et transporté dans un conteneur/tube de lancement en fibre de verre.
Le système utilise un générateur de gaz pour éjecter le missile hors du tube de lancement. Le gaz sort par l'arrière du tube de lancement d'une manière semblable à un fusil sans recul. Le missile quitte le tube de lancement à 80 mètres par seconde et accélère rapidement à 200 mètres par seconde à l'aide de son moteur à combustible solide. Cette grande vitesse initiale réduit la zone morte du missile car il peut être lancé directement vers la cible plutôt que par une visée haute. En vol, la rotation du missile est de cinq à sept tours par seconde.
Le lanceur suit le bulbe incandescent infrarouge de l'ampoule située sur l'arrière du missile par rapport à la cible et transmet les commandes appropriées pour le missile par un mince fil qui traîne derrière celui-ci. Le système est équipé d'une alarme qui s'active lorsqu'il détecte du brouillage à partir d'un système comme le Shtora-1 (en). L'opérateur peut alors reprendre le contrôle manuel, réduisant le missile à un MCLOS. Le système de guidage de type SACLOS offre de nombreux avantages sur le MCLOS. La précision du système est parfois mentionnée comme atteignant 90%, même si sa performance est probablement comparable au BGM-71 TOW ou aux dernières versions SACLOS du 9K11 Malyutka.

## Modèles
- 9M113 Konkours (OTAN : AT-5 Spandrel, AT-5A Spandrel A)
- 9M113M Konkours-M (OTAN : AT-5B Spandrel B) ogive tandem – avec sonde explosive. La pénétration de l'ogive est de 750-800 mm de RHA. Adopté en 1991[2].
- Tosan missiles iraniens

## Les opérateurs

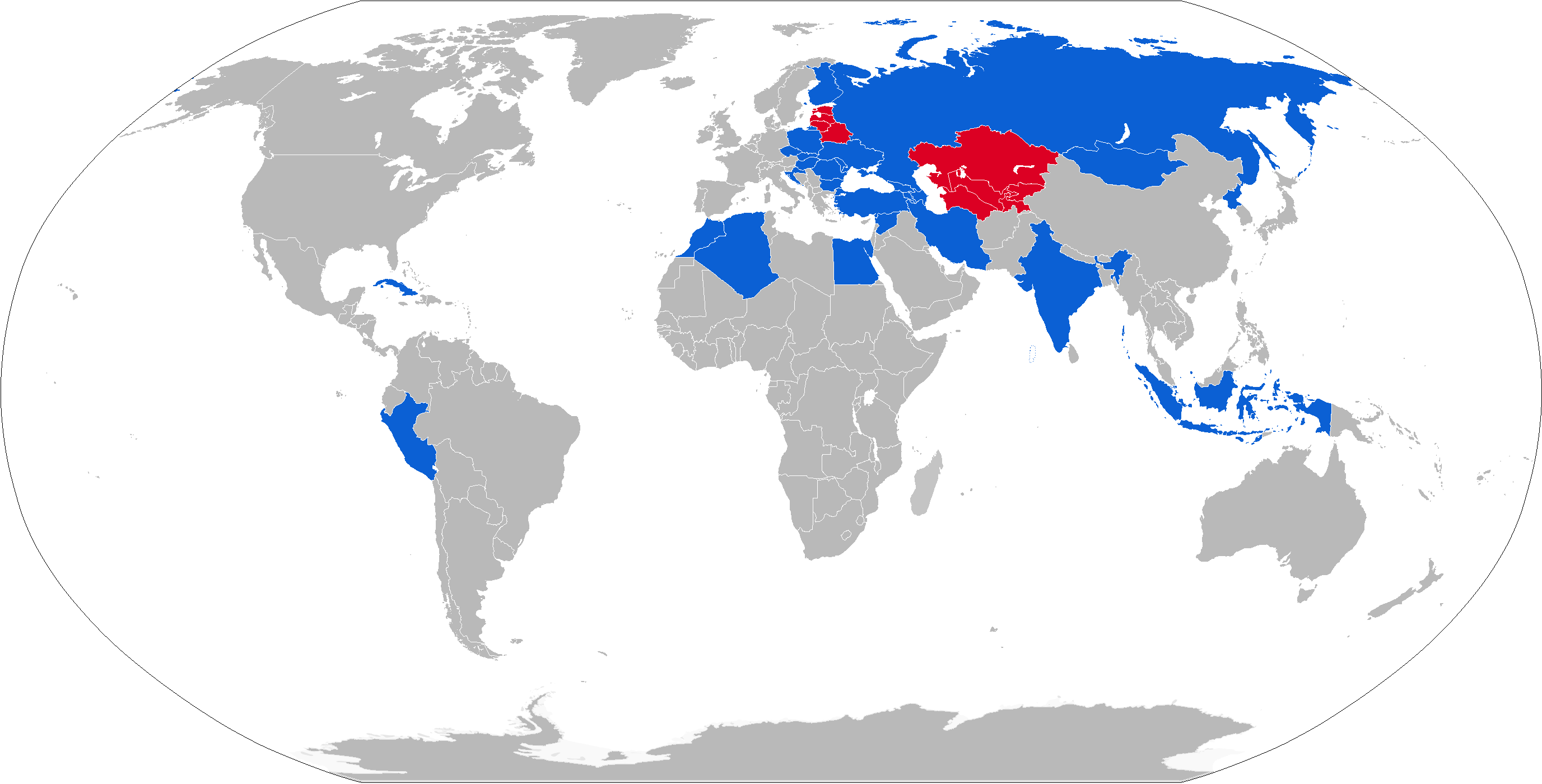
Carte avec les utilisateurs de 9M113 en bleu et les anciens utilisateurs en rouge.

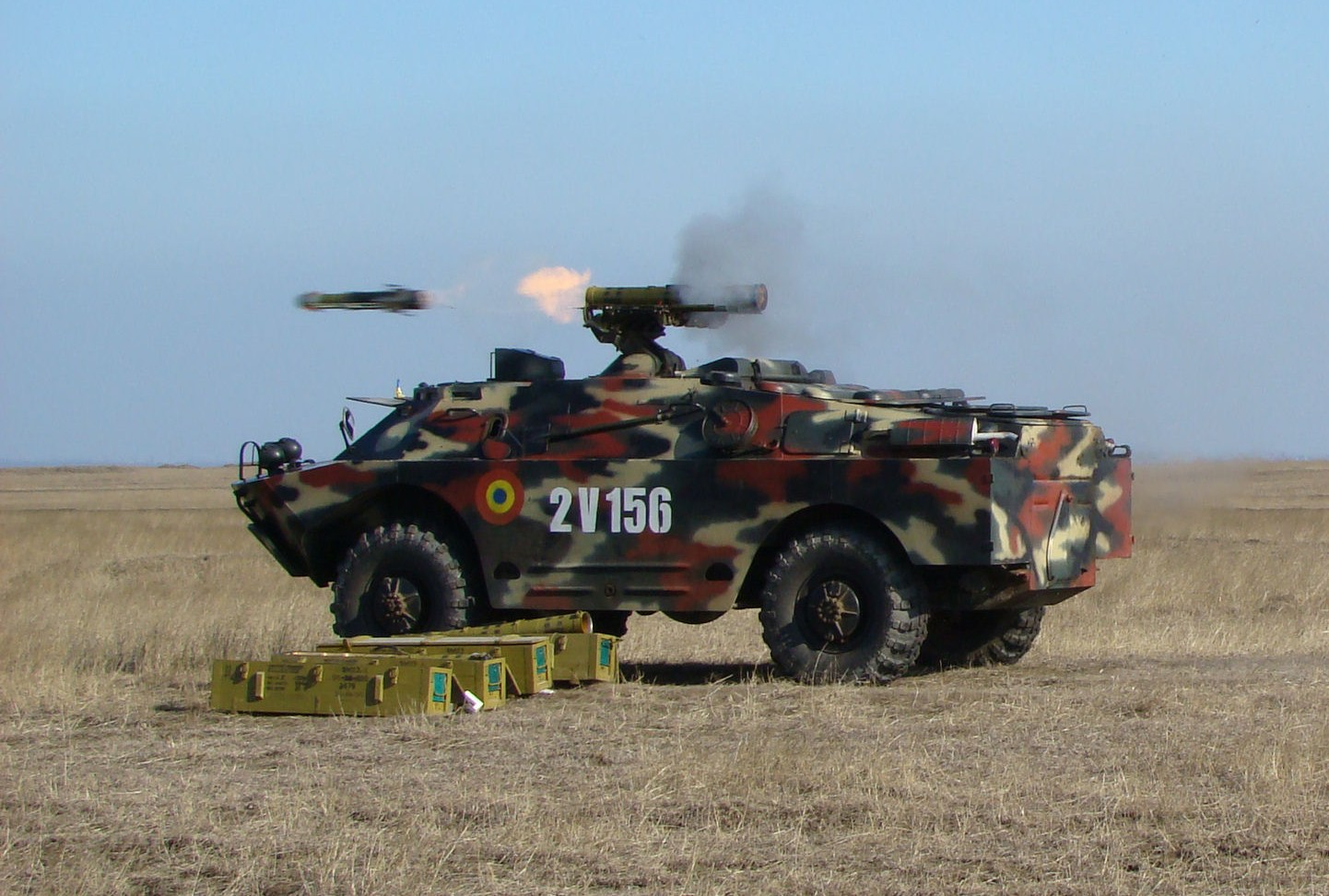
Lancement d'un missile 90148 Konkours roumain lors d'un exercice militaire

### Les utilisateurs actuels
- Algérie[3] : utilisés par les unités d'infanterie mécanisée
- Arménie
- Azerbaijan
- Égypte : montés sur les transports de troupes blindés Fahd achetés en 1990
- Côte d'ivoire : Plusieurs exemplaires montés sur véhicules ont été présentés lors du défilé de l'indépendance 2024
- Bulgarie
- Croatie[4]
- Cuba : non confirmé
- République tchèque
- Finlande : référencé comme PstOhj 82M, tirés depuis des lanceurs 9P135M-1 lancers : retirés du service
- Géorgie[5]
- Hongrie
- Indonésie : montés sur les BVP-2, véhicules d'infanterie en service dans le corps des fusiliers marins indonésiens
- Inde : 15 000 Konkours-M, commandé en 2008 for Rs 1 380-crore[6],[7]. 10 000 autres Konkours-M furent commandés pour 250 millions USD[8].
- Iran : il fabrique sa propre version, améliorée, appelée Tosan.
- Maroc
- Mongolie
- Moldavie : utilisé sur des BRDM-2
- Corée du Nord : production interne
- Pérou : utilisé par l'infanterie de marine
- Pologne
- Roumanie
- Russie : environ 300 systèmes Konkours-M sont livrés annuellement ces dernières années (2014)[9].
- Slovaquie
- Turquie
- Syrie
- Ukraine

### Utilisateurs non étatique
- État islamique[10]
- Armée syrienne libre
- [[Hamas|Hamas]]
- Kurdistan irakien[11]
- Houthis (rebelles)[12]

### Anciens utilisateurs
- Tchécoslovaquie : produit sous licence, transférés aux états successeurs.
- Union soviétique : transférés à l'état successeur.

## Armements similaires
- 9K115-2 Metis-M
- 9M133 Kornet
- BGM-71 TOW
- 9K111 Fagot

## Sources
- (en) Andrew W. Hull, David R. Markov et Steven J. Zaloga, Soviet/Russian Armor and Artillery Design Practices : 1945 to Present, Darlington Productions, 1999, 448 p. (ISBN 1-892848-01-5).